# George Emil Palade
George Emil Palade (n. 19 noiembrie 1912, Iași, România – d. 7 octombrie 2008, Del Mar⁠(d), California, SUA) a fost un biolog, medic și om de știință american de origine română, cu contribuții în sectorul biologiei celulare, laureat în 1974 al premiului Nobel pentru fiziologie sau medicină. În 1986 i-a fost conferită în Statele Unite National Medal of Science („Medalia Națională pentru Știință”) în biologie pentru „descoperiri fundamentale (de pionierat) în domeniul unei serii esențiale de structuri supra-complexe, cu înaltă organizare, prezente în toate celulele vii”.

## Biografie
S-a născut la Iași în 1912, într-o familie de profesori, tatăl fiind profesor de filosofie, iar mama profesoară de liceu. Familia sa locuia pe strada Sărărie.
La vârsta de 7 ani, el și-a început pregătirea școlară la Școala nr.33 „Mihail Kogălniceanu” din Iași, aflată pe str. Lascăr Catargi nr. 28, unde a învățat timp de trei ani (1919-1922). Clădirea școlii datează din 1895 și este monument istoric (IS-II-m-B-03795). Pe peretele școlii, lângă intrare, a fost amplasată o placă memorială cu următorul text:
„În această școală, între 1919 - 1922, și-a început drumul spre știință GEORGE EMIL PALADE, medic de origine română, născut la Iași, pe strada Sărărie, la 19.XI.1912.
Descoperirile sale reprezintă eforturile susținute în domeniul cercetării fundamentale în biologie și medicină, eforturi apreciate de Comunitatea științifică internațională, prin acordarea în 1974 a Premiului Nobel, ceea ce conferă un prestigiu strălucit științei și culturii românești.”
În 1923, după ce tatăl său, Ioan Emil Palade, primise „un post de profesor de pedagogie la școala normală de băieți”, iar mama sa (Constanță Palade) își găsește un loc de muncă la una dintre școlile primare din oraș, familia se stabilește permanent în Buzău. Neapucând să își termine studiile la Școala „Mihail Kogălniceanu”, tânărul savant le continuă la o școala de aplicație, după care urmează Liceul Teoretic „Alexandru Hașdeu” (tatăl renumitului B. P. Hașdeu). Până să dea examenul de bacalaureat, numele liceului s-a schimbat în „Bogdan Petriceicu Hașdeu”, tatăl cedând locul în favoarea fiului.
Când vine vorba despre profesorii pe care tânărul Palade i-a întâlnit aici, pe toți i-a descris ca fiind oameni care calitate, dintre toți pe care i-a avut, amintindu-și de Sava Anghel, „care preda limba lui Goethe”, Georgian (Geografie), Scrădeanu (fizică + chimie), dar și Ilie Dumitrescu (latină). „Lor le datorez dragostea mea pentru cultura clasică și pentru istorie”, declară G.E. Palade în cartea George Emil Palade - Spovedania unui învingător.
În vara anului 1929, tânărul savant a luat examenul de bacalaureat și se număra printre bobocii facultății de medicină:

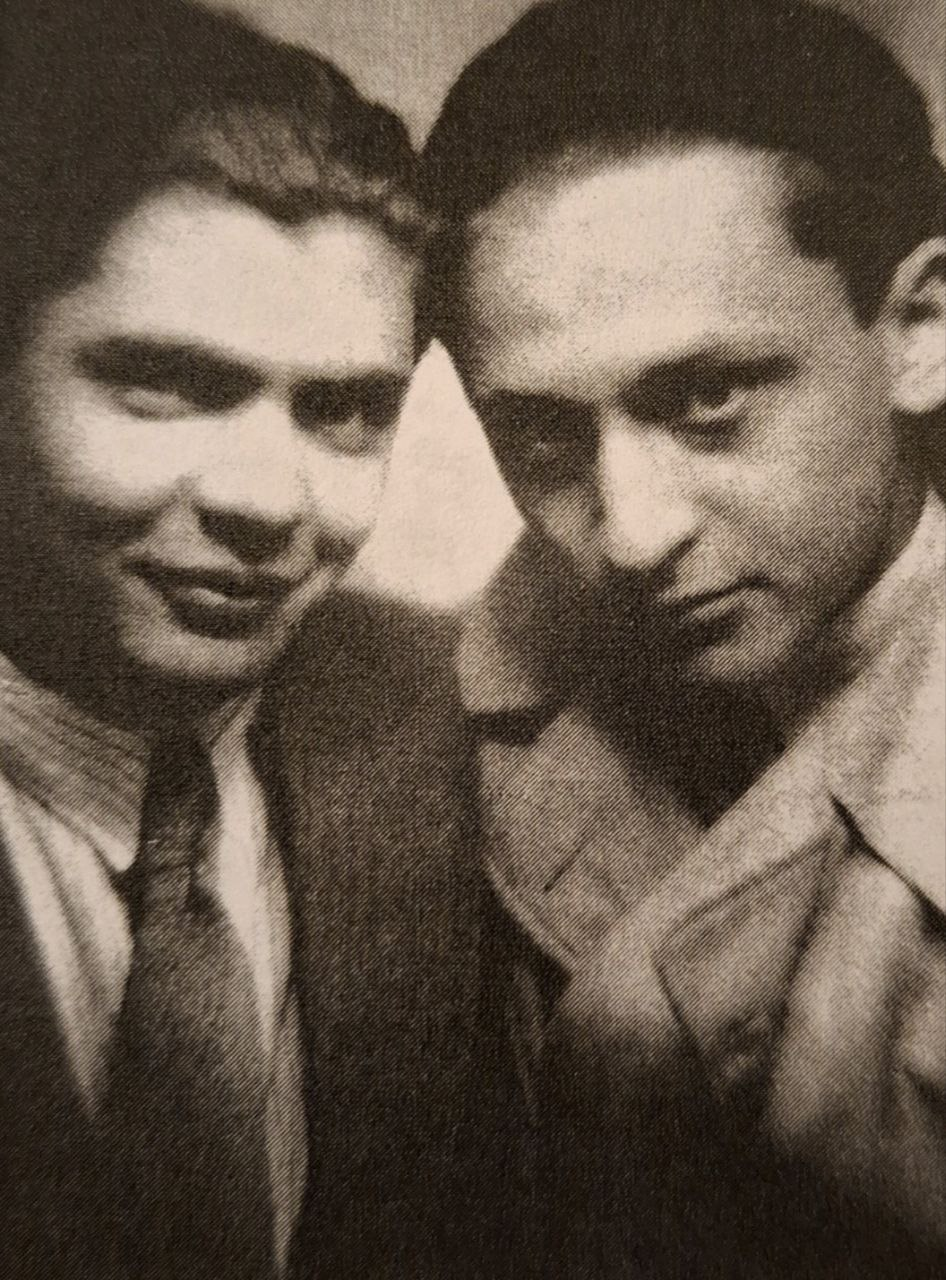
„George Emil Palade alături de Ion (Cuti) Juvara - colegi de facultate și prieteni de-o viață”

„Ce ne spune profesorul Cuti Juvara, coleg, apoi prieten de o viață: Este exact momentul când l-am cunoscut pe George. S-a dus vestea că e unul de la Buzău, cu 10 pe linie, inclusiv la bacalaureat, ceea ce era mai rar, că examenul se dădea cu profesori străini. Președintele universitar. Mi-am zis: Cine o fi dom`le tipul ăsta? Băiat de ministru ori geniu? Ia să-l cunosc și eu. L-am căutat și iaca, am devenit prieteni atât de buni încât în facultate ne porecliseră Castor și Polux.”
În 1930 s-a înmatriculat ca student la Facultatea de Medicină a Universității din București. A absolvit-o în 1940, obținând titlul de doctor în medicină cu o teză asupra unor probleme de structuri histologice. Lucrează ca medic în clinica profesorului Gheorghe Lupu, după care este asistent șef de lucrări și conferențiar la Institutul de Anatomie. În perioada 1942-1945, Palade a servit în Corpul Medical al Armatei Române.
În 1941 s-a căsătorit cu fiica industriașului Nicolae Malaxa, Irina Malaxa, cu care a avut doi copii: o fiică, Georgia Palade Van Dusen, și un fiu, Philip Palade. În 1946  pleacă cu soția sa în Statele Unite ale Americii, devenind, din 1952, cetățean american. A lucrat pe post de cercetător la Universitatea Rockefeller din New York. Acolo l-a întâlnit pe Albert Claude, omul de știință care i-a devenit mentor. Claude lucra la Rockefeller Institute for Medical Research și l-a invitat pe Palade să lucreze împreună cu el în departamentul de patologie celulară. George Palade a realizat importanța excepțională a microscopiei electronice și a biochimiei în studiile de citologie. Cum nu era biochimist, a inițiat o colaborare cu Philip Siekevitz. Împreună au combinat metodele de fracționare a celulei cu microscopie electronică, producând componenți celulari care erau omogeni morfologic. Analiza biochimică a fracțiunilor mitocondriale izolate a stabilit definitiv rolul acestor organite subcelulare ca un component major producător de energie.
Cel mai important element al cercetărilor lui Palade a fost explicația mecanismului celular al producției de proteine. A pus în evidență particule intracitoplasmatice bogate în ARN, la nivelul cărora se realizează biosinteza proteinelor, numite ribozomi sau corpusculii lui Palade. Împreună cu Keith Porter a editat revista The Journal of Cell Biology („Revista de Biologie Celulară”), una dintre cele mai importante publicații științifice din domeniul biologiei celulare.
În 1973 a părăsit Institutul Rockefeller, transferându-se la Universitatea Yale, iar din 1990 a lucrat la Universitatea din San Diego (California).
După moartea primei soții, s-a recăsătorit cu Marilyn Gist Farquhar, expertă în biologie.
George Emil Palade a murit în Statele Unite la vârsta de 95 de ani.

### Arborele genealogic- istoria familiei

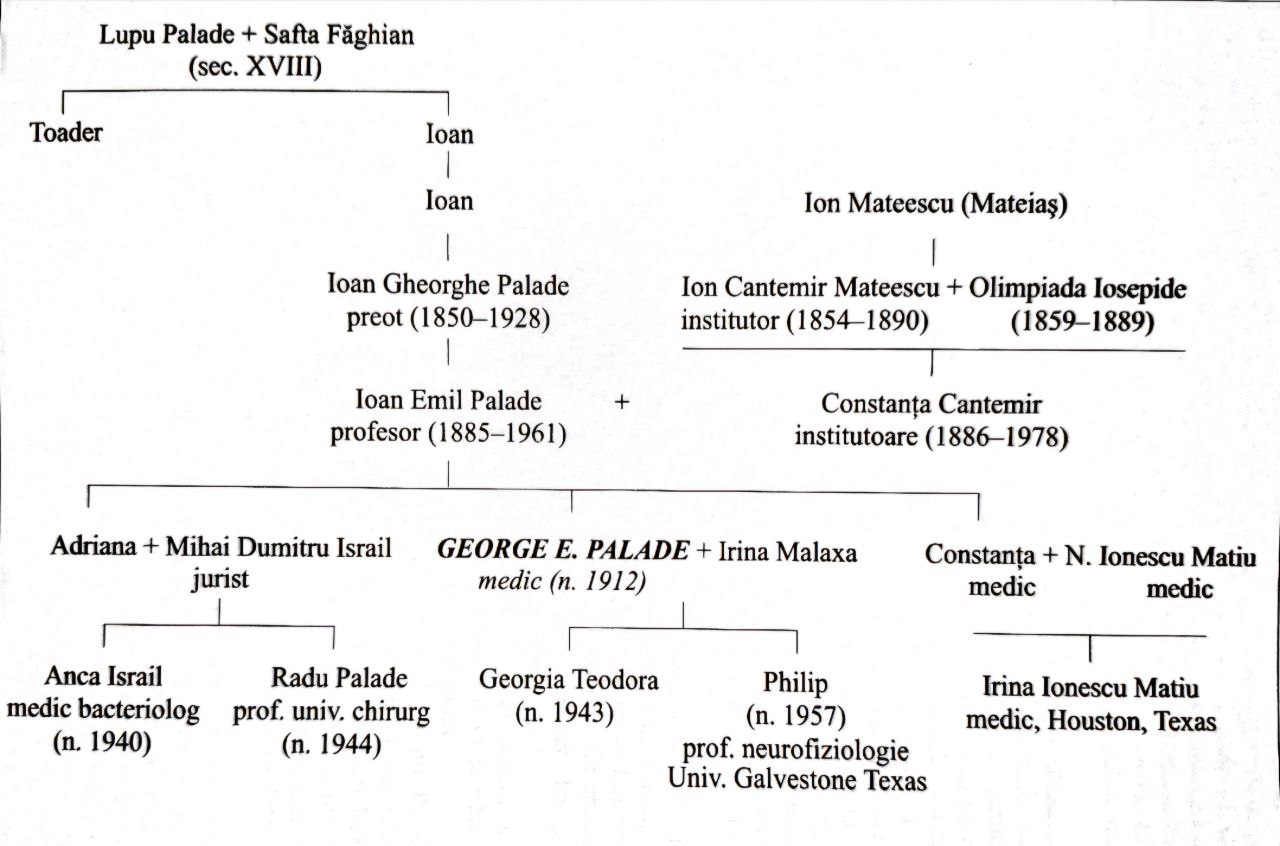
Arborele genealogic al familiei Palade

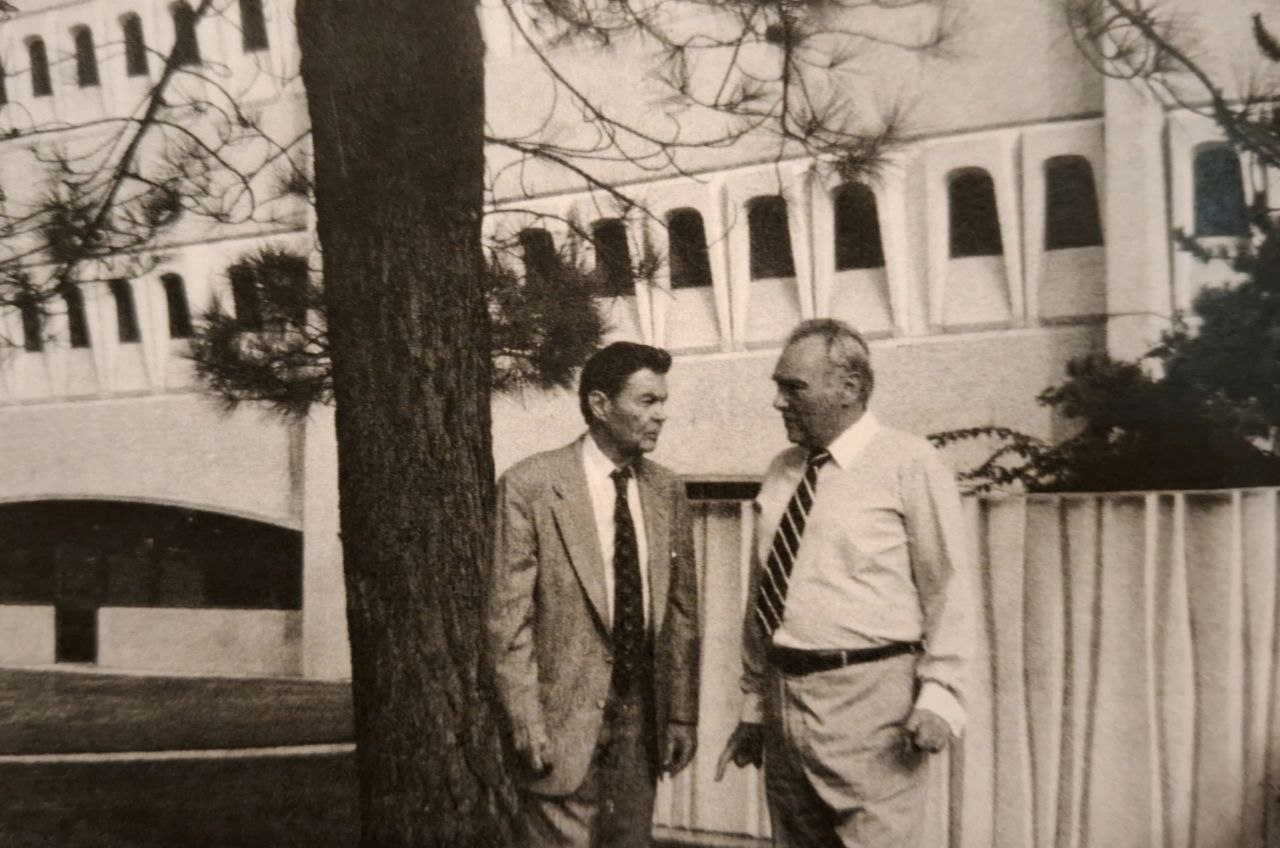
Muntele și pietricica: George Emil Palade și Radu Iftimovici la „Medical School” din San Diego - California

Când vine vorba despre istoria familiei Palade, aceasta nu este mai deloc cunoscută, dar cu ajutorul lui Radu Iftimovici, cel care a scris cartea George Emil Palade - Spovedania unui învingător, avem posibilitatea de a arunca o privire asupra unei părți însemnate din ceea ce a fost familia Palade, de la începuturi.
Deoarece cartea menționată anterior, este scrisă sub forma unui interviu pe care dl. Iftimovici i l-a luat lui George Emil Palade, întrebând despre „rădăcinile mai vechi ale familiei” este îndrumat de savant înspre Constantin Dimoftache (alias C. D. Zeletin - poet), cel care a compus un arbore genealogic al familiei. În acest fel, după o muncă aprigă de cercetare, Radu Iftimovici ne pune la dispoziție o scurtă istorie:
„Primul strămoș cunoscut dintre Pălădești a fost un anume Lupu Palade, țăran înstărit, apicultor, știutor de carte din Cudalbi-Tecuci, care pe la mijlocul secolului al XVIII - lea s-a retras în satul Făghieni din județul Bacău” unde s-a căsătorit cu o anume Safta Făghian („pronunție moldavă pentru Fabian”). Cei doi au avut doi copii, pe Toader și pe Ion. Cel dintâi, Toader Palade a „ajuns vătaf de plai”, fiind „<<purtătorul de cuvânt>> al răzeșilor făghieni în procesul prin care aceștia l-au avut la ,<<Divanul Moldovei>> în 1836”. Deoarece acest proces era unul destul de costisitor, Toader a fost nevoit să se împrumute cu 300 de galbeni de la logofătul Costache Conachi (scriitor și poet). Acest împrumut a fost motivul pentru care vătaful Toader a fost ruinat.

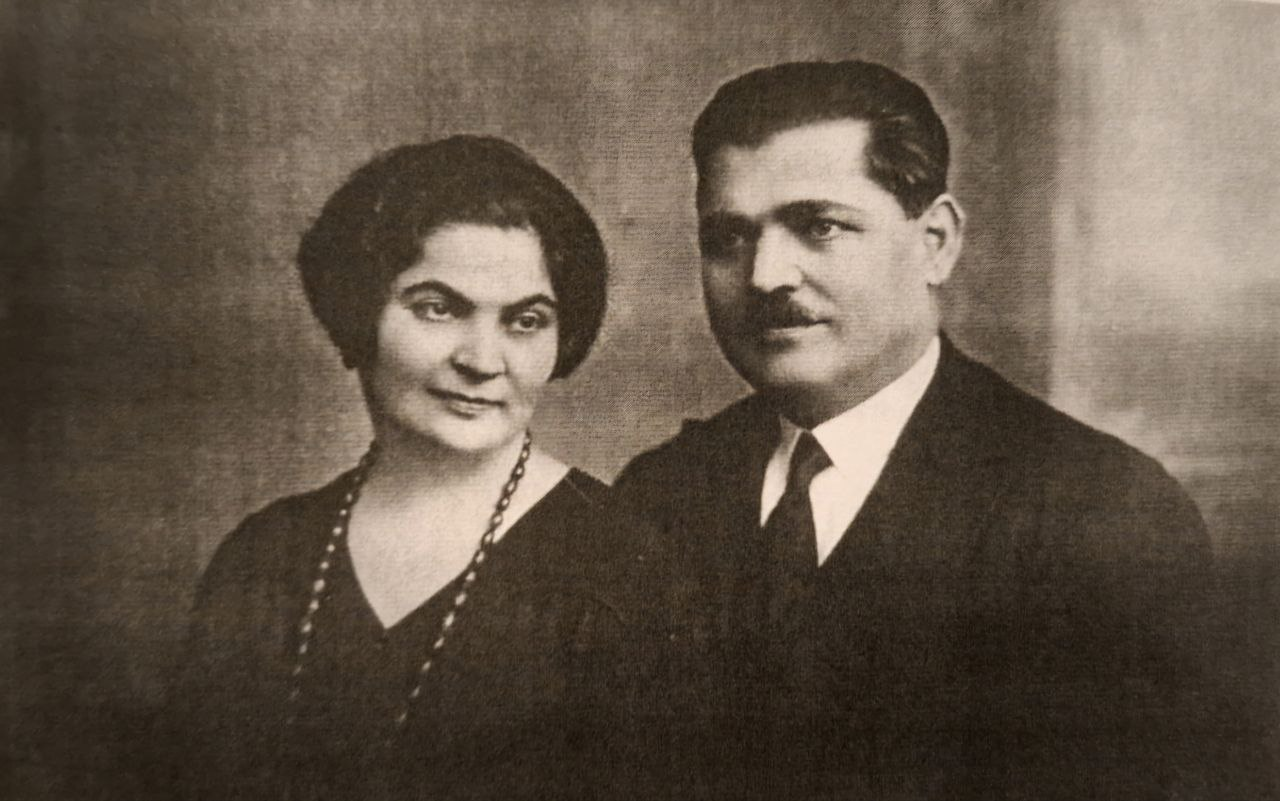
Părinții savantului: Constanța și Emil Palade

Cel de-al doilea, Ion Palade, a fost bunicul parohului satului Văratici-Șendrești din județul Tutova, Gheorghe Palade, „tatăl profesorului Emil Palade și deci, bunicul savantului”. Preotul Palade, a avut mai mulți copii, înafară de cel menționat anterior, acesta a mai avut trei fete (Olimpiada, Lucreția, Natalia) și un băiat (Gheorghe). „Fiica preotului Palade, Olimpiada, a fost mama lui Tomel Spătaru”, tenor faimos, interpretând zeci de roluri de operă, unele dintre ele chiar pe scene din Italia.
Trecând mai departe, o să vorbim despre Emil Palade (1885 - 1961), tatăl savantului George Emil Palade. Acesta a absolvit Școala Normală „Principe Ferdinand” din Bârlad (1904), continuându-și studiile la Liceul Național Iași (1915), fiind în 1919 declarat absolvent Cum laudae al Facultății de Filisofie de la Iași. Emil Palade și-a început cariera pedagogică în județul Roman (1907 - 1921), devenind apoi profesor de filisofie și pedagogie la Școala Normală „Spiru C. Haret” din județul Buzău (1921 - 1943), unde a fost și director pentru șase ani, din 1927 până în 1933.  Fiind un „intelectual efervescent”, Palade (tatăl) a publicat o serie de articole:
- „Lamura”
- „Vlăstarul”
- „Revista învățătorimii române”

Mai mult decât atât, „a dovedit și o mare îndemânare la îndeletniciri practice, învățând dulgheria, croitoria și tapițeria”, minuțiozitate pe care i-a transmis-o și fiului său, care nu s-a mulțumit cu învățarea și stăpânirea teoriei, punând mâna pe ustensilele de laborator, inventând noi tehnici care au dat dovadă de o deosebită ingeniozitate.
Când vine vorba despre mama savantului, Constanța Cantemir (1886 - 1978), din partea acesteia, savantul se trage dintr-un luptător de la 1848, Ion Mateescu (Mateiaș), „care, persecutat de stăpânirea maghiară, a trecut munții și s-a așezat în satul Scutești-Buzău”.  Ioan Cantemir Mateescu (1854 - 1890), fiul celui anterior menționat și bunicul lui George Emil Palade, „a fost învățător la Câmpulung Muscel”. S-a căsătorit cu Olimpiada Iosepide, care a dat născut trei fete: Constanța, Aurelia și Alexandrina. Dintre acestea, Constanța Mateescu, viitoare Palade (mama savantului), a dus o viață lungă și prosperă, ajungând la vârsta la care și-a văzut băiatul pe primul loc al podiumului științei. Cu toate acestea, G. E. Palade nu a fost unicul fiu, acesta mai având încă două surori: Adriana și Constanța. Cea dintâi a devenit profesoară de geografie, fiind totodată căsătorită cu Mihail-Dumitru Israil (doctor în drept la Paris) și văr cu Octavian Goga. Cea de-a doua a devenit un reputat medic pediatru, căsătorindu-se cu Neagoe Ionescu-Matiu (medic cardiolog).
„Așadar, un arbore genealogic cu multe ramuri și rămurele, cu mulți medici”.

## Premii și distincții
- În 1966 obține Premiul „Albert Lesker” pentru rezultatele cercetărilor sale, activitatea științifică și didactică, iar în 1970 Premiul „Louisa Gross Horowitz”.[23]
- În 1973 G. E. Palade a fost ales membru al Academiei de Științe a SUA.[23]
- În 1974 dr. Palade a primit Premiul Nobel pentru Fiziologie sau Medicină, împreună cu Albert Claude și Christian de Duve for discoveries concerning the functional organization of the cell that were seminal events in the development of modern cell biology (în traducere: „pentru descoperiri privind organizarea funcțională a celulei ce au avut un rol esențial în dezvoltarea biologiei celulare moderne”),[26] cu referire la cercetările sale medicale efectuate la Institutul Rockefeller pentru Cercetări Medicale)[27]Prezentarea făcută de Palade la ceremonia conferirii oficiale a premiului Nobel a avut loc la 12 decembrie 1974, cu tema Intracellular Aspects of the Process of Protein Secretion [28], („Aspecte intracelulare în procesul de secreție a proteinelor”). Textul a fost publicat în 1992 de Fundația Premiului Nobel.[29]
- George Palade a fost ales membru de onoare al Academiei Române în anul 1975.[30]
- În 1989 a fost ales membru de onoare al Academiei româno-americane de arte și științe (ARA) la Universitatea din California și al Academiei de Arte și Științe din New York.[23]
- La 12 martie 1986, președintele Statelor Unite Ronald Reagan i-a conferit Medalia Națională pentru Știință pentru „descoperirea fundamentală”[31] a unei serii esențiale de structuri complexe cu înaltă organizare prezente în toate celulele biologice.[32]
- În 2007, președintele Traian Băsescu l-a decorat cu Ordinul național „Steaua României” în grad de Colan.
- Este cetățean de onoare al Municipiului Buzău și Cetățean de Onoare post- mortem al județului Buzău.[23]

## Nota doctorului Palade privind colaborările sale în știință în anii 1960
Extrasul următor este un citat din Autobiografia doctorului Palade, publicată în documentele Fundației Premiului Nobel:
În anii 1960, am continuat să lucrez în domeniul procesului de secreție intracelulară, folosind în paralel sau succesiv ambele moduri de abordare a problemei. Primul mod folosește exclusiv metoda fracționării celulare și a fost dezvoltată în colaborare cu colegii Philip Siekevitz, Lewis Greene, Colvin Redman, David Sabatini și Yutaka Tashiro; această abordare a dus la caracterizarea granulelor de zimogen și la descoperirea segregării produșilor de secreție în spațiul cisternelor din reticulul endoplasmatic (RE). Al doilea mod de abordare a utilizat în principal metode de radioautografie și a implicat experiențe pe animale 'intacte', cu secțiuni din pancreas. Acestea au fost efectuate în colaborare cu Lucien Caro și îndeosebi cu James Jamieson. Această serie de experiențe a dus în bună parte la ideile actuale privind sinteza și procesarea intracelulară a proteinelor pentru exportul în afara celulei. O prezentare critică, de ansamblu, a acestui mod de abordare se găsește în textul cuvântării mele ținută la ceremonia de acordare a premiului Nobel.

## Numismatică
Luni, 19 noiembrie 2012, la 100 de ani de la nașterea savantului, pentru cinstirea personalității lui George Emil Palade, Banca Națională a României a pus în circulație o monedă aniversară de argint, în atenția numismaților. Caracteristicile tehnice ale monedei sunt următoarele: moneda are valoarea nominală de 10 lei, este din argint cu titlul de 999‰, este rotundă, cu diametrul de 37 mm, are greutatea de 31,103 g, fiind de calitate proof, iar cantul este zimțat. Tirajul acestei emisiuni este de 500 de exemplare.
Aversul monedei reprezintă clădirea Spitalului Colțea din București, unde George Emil Palade a desfășurat un stagiu de practică medicală, precum și o compoziție care sugerează activitatea științifică a savantului; milesimul 2012, stema României, inscripția Romania, precum și valoarea nominală 10 lei.
Reversul monedei reprezintă portretul savantului George Emil Palade și o compoziție care simbolizează biologia celulară; în arc de cerc, sunt gravate inscripția George Emil Palade și perioada în care a trăit 1912-2008.